# Пол-Емил Жансон
Пол-Емѝл Жансо̀н (на френски: Paul-Émile Janson) е белгийски политик от Либералната партия.
Роден е на 30 май 1872 година в Брюксел в семейството на юриста и бъдещ политик Пол Жансон. Завършва право в Брюкселския свободен университет, където след това преподава, докато работи като адвокат. След 1910 година е многократно избиран за депутат. След Първата световна война неколкократно участва в правителството – като военен министър (1920), министър на правосъдието (1927 – 1931, 1932 – 1934), министър на колониите и министър-председател начело на широка коалиция (1937 – 1938) и министър без портфейл (1939 – 1940). След окупацията на Белгия от Германия през 1940 година заминава за Франция, където остава и след като повечето министри се прехвърлят в Лондон. През октомври 1943 година е арестуван от германците и в началото на 1944 година е изпратен в концлагера „Бухенвалд“.
Пол-Емил Жансон умира от глад и изтощение в „Бухенвалд“ на 3 март 1944 година.